# Tadeusz Kozłowski (fizyk)

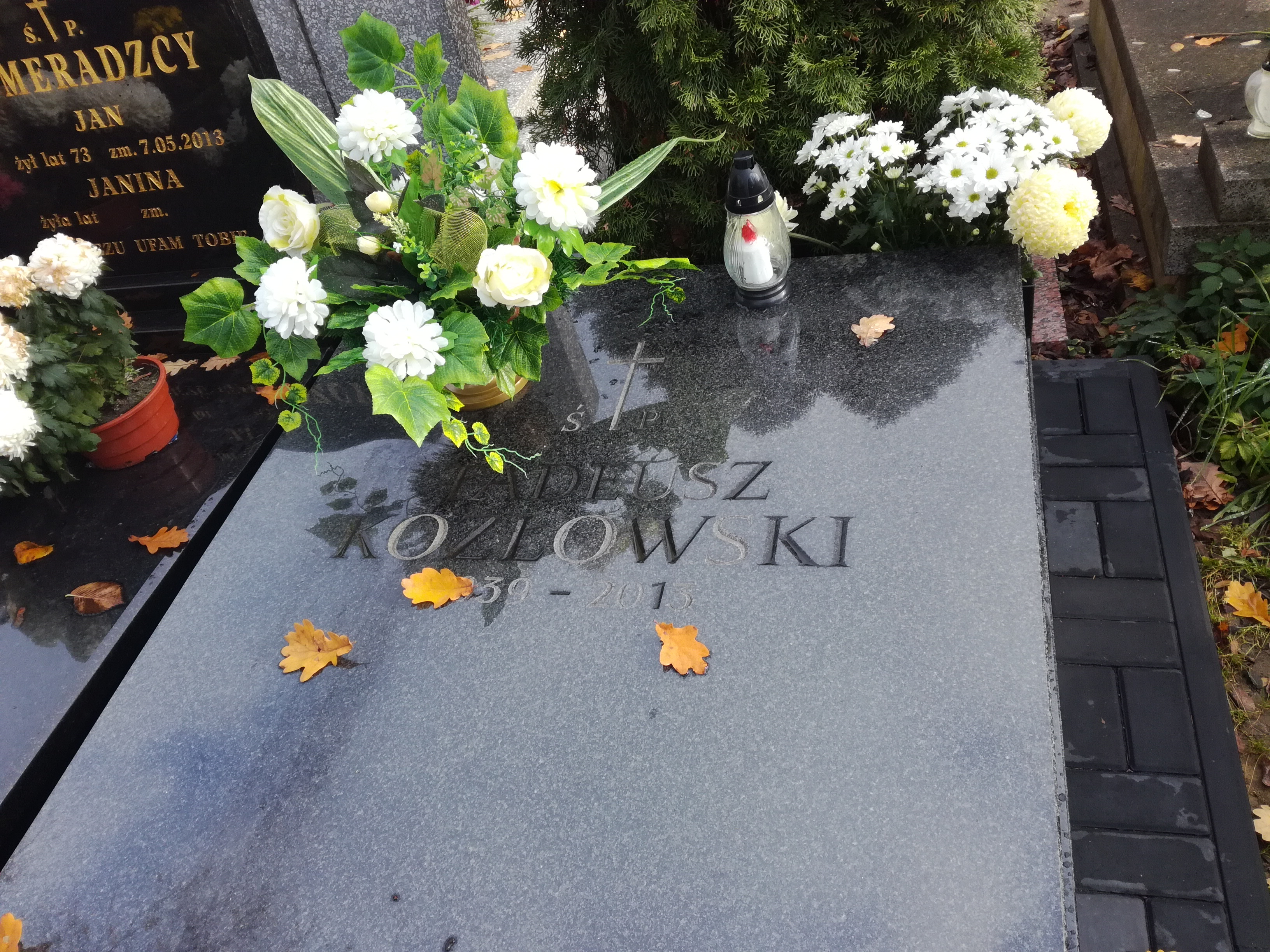
Grób Tadeusza Kozłowskiego na cmentarzu Bródnowskim w Warszawie

Tadeusz Adam Kozłowski (ur. 1939, zm. 17 maja 2013) – polski fizyk eksperymentator, specjalista w zakresie fizyki jądrowej, adiunkt w  Narodowym Centrum Badań Jądrowych oraz Instytucie Problemów Jądrowych im. Andrzeja Sołtana, a także pracownik naukowy Instytutu Badań Jądrowych w Dubnej, w Rosji, Instytutu Fizyki Jądrowej (PSI) w Villigen w Szwajcarii. Wieloletni wykładowca na uniwersytetach i politechnikach w Szwajcarii, Holandii i USA. Autor i współautor licznych publikacji w prasie specjalistycznej.
Pochowany na cmentarzu Bródnowskim w Warszawie (kwatera 27F-2-22).